# Surdila-Găiseanca
Surdila-Găiseanca é uma comuna romena localizada no distrito de Brăila, na região de Muntênia. A comuna possui uma área de 60.34 km² e sua população era de 2648 habitantes segundo o censo de 2007.